# Nacionalidade alemã

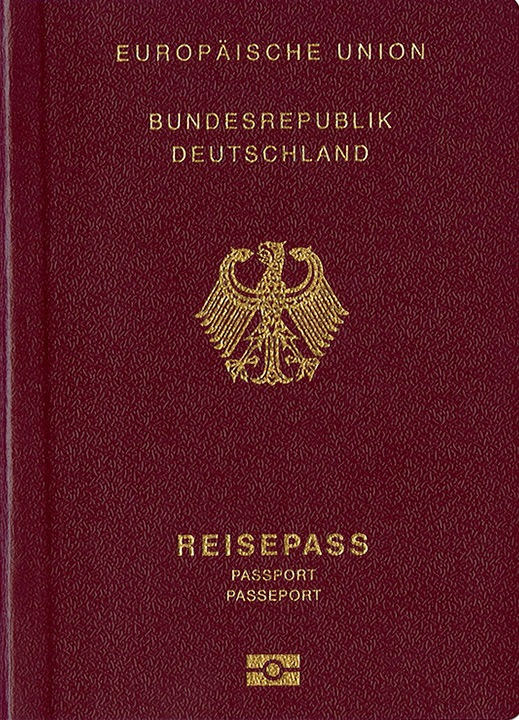
Capa do passaporte alemão emitido a partir de 1 de abril de 2017

A nacionalidade alemã é regulamentada pela Lei de Nacionalidade da Alemanha (em alemão:  Reichs- und Staatsangehörigkeitsgesetz) de 22 de julho de 1913  cuja forma abreviada é RuStAG  que sofreu uma série de modificações em seu conteúdo ao longo dos anos, sendo uma delas em 15 de julho de 1999  que alterou também seu nome além da forma de aquisição da cidadania alemã, passando a se chamar apenas Staatsangehörigkeitsgesetz abreviado para StAG.
Alemão é por definição do § 1 da Lei de Nacionalidade Alemã (StAG)  aquele que possui a nacionalidade alemã (tradução livre).
As leis de nacionalidade alemã seguem primariamente o princípio jus sanguinis (em alemão: Abstammungsprinzip) que permite a aquisição da nacionalidade alemã no momento do nascimento  (em alemão: durch Geburt) através do princípio de filiação, normalmente através de um pai ou de uma mãe alemã. Com a reforma nas leis de nacionalidade alemã ocorrida em 15 de Julho de 1999, alguns reconhecimentos de nacionalidade alemã também são possíveis através de nascimento em solo alemão, tornando a Lei de Nacionalidade Alemã atualmente tanto jus soli quanto jus sanguinis para determinados casos previstos em lei.